# Coupe des îles Féroé de football 1955
Navigation
Løgmanssteypið 1956
La Coupe des Îles Féroé 1955 de football est la 1re édition de la Løgmanssteypið (Trophée du Premier Ministre). 
La finale du tournoi se disputa à Tórshavn au stade Gundadalur.
Le HB Tórshavn est la première équipe à soulever le trophée et signe ainsi le premier doublé Coupe - Championnat de l'histoire du football féroïen.

## Format
Prenant place entre les mois de juin et juillet 1955, la compétition se décomposa en deux demi-finales et une finale. Seules les équipes de Meistaradeildin 1955 (Division des Champions) participèrent à la compétition.

## Clubs participants
| \| B36 HB KÍ TB \| Localisation des clubs engagés dans la coupe nationale 1955. |
| B36 HB KÍ TB                                                                    |

- B36 Tórshavn - Meistaradeildin
- HB Tórshavn - Meistaradeildin
- KÍ Klaksvík - Meistaradeildin
- TB Tvøroyri - Meistaradeildin

## Résultats

### Demi-finales[2]
| Date         | Équipe 1    | Résultat | Équipe 2     |
| ------------ | ----------- | -------- | ------------ |
| 19 juin 1955 | KÍ Klaksvík | 3-1      | B36 Tórshavn |
| 19 juin 1955 | TB Tvøroyri | 1-2      | HB Tórshavn  |

### Finale
| 3 juillet 1955 | HB Tórshavn | 3-1   | KÍ Klaksvík | Gundadalur, Tórshavn |
|                |             | (2-1) |             |                      |